# 하테르스하임암마인역
하테르스하임(마인)역(독일어: Bahnhof Hattersheim (Main))은 독일 헤센주 프랑크푸르트 남서쪽 하테르스하임에 위치한 두 개의 S반역 중 하나이며, 다른 하나는 "하테르스하임-에더스하임 역"이. 두 역은 모두 비스바덴-프랑크푸르트 간을 연결하는 타우누스 철도(독일어: Taunus-Eisenbahn)에 있다. 이 역은 독일 철도에서 4급역으로 분류되어 있다.

## 역사
이 역은 1839년 11월 24일 개통된 헤센에서 가장 오래된 철도인 타우누스 철도에서 1839년~1840년 사이에 개장되었다. 역사는 1842년에 지어졌다. 하테르스하임은 처음에는 우편물 수송의 주요 중심지였다. 그리고 House of Thurn and Taxis에서 가장 큰 우편물 운송 사업 중 하나였다. 역이 개업하면서 우편 운영은 그 중요성을 잃었다. 하테르스하임역은 라인-마인의 산업유산 답사 기념물(Route der Industriekultur Rhein-Main)이다. 하테르스하임의 사로티(Sarotti) 공장에는 자체 철도 회선이 있었다.

## 역 구조
3개의 선로를 가진 이 역에는 라인-마인 S반 1호선 열차가 운행된다. 역 건물 옆 승강장과 섬식 승강장으로 이루어졌다. S반은 2번 승강장에서는 플뢰르스하임을 경유하여 호흐하임과 비스바덴까지 운행한다. 3번 승강장에서는 프랑크푸르트-회흐스트, 프랑크푸르트 중앙지하역, 오펜바흐 동, 오베르츠하우젠, 로드가우를 거쳐 뢰더마르크-오버로덴까지 운행한다. 1번 승강장에서는 혼잡시간대에 프랑크푸르트 중앙역으로 가는 일부 짧은 셔틀 열차가 출발한다.
하테르스하임역은 장애인 시설을 갖추고 있지 않다.

## 열차 운행 정보

### S반
S반은 월요일부터 금요일까지 30분 간격으로 비스바덴 중앙역과 뢰더마르크-오베르-로덴을 잇는 노선으로 운행된다. 오전과 오후의 혼잡 시간대 열차는 호흐하임에서 출발하는 열차가 매 4분의 1시간마다 운행된다. 지역 및 장거리 열차는 정차하지 않고 역을 통과한다.

### 버스
하테르스하임역 남(Hattersheim Bahnhof Süd) 버스정류장은 하테르스하임 시내버스가 정차한다. 이 정류장을 통해 하테르스하임 중앙부, 에더스하임, 오크리프텔과 연결된다.
이 정류장에는 주차 시설도 있다.

## 인접역
| 라인-마인 S반                             | 라인-마인 S반 | 라인-마인 S반                |
| ----------------------------------------- | ------------- | ---------------------------- |
| 하테르스하임-에데르스하임 비스바덴 중앙역 | RMV S1        | 진틀링엔 뢰더베르크 오버로덴 |

## 같이 보기
- 하테르스하임암마인
- 라인-마인 S반
- 라인-마인 S반 1호선